# Pedro Luis Galazi
Pedro Luis Galazi é um militar argentino, que serviu na Armada.
Era o segundo oficial em comando quando do afundamento do Cruzador General Belgrano, durante a Guerra das Malvinas.
Em declarações feitas ao jornal aregentino "El Clarin", Pedro Luis Galazi, justifica a ação dos britânicos com a afirmação: "Contra buques como el nuestro debían tirar tres torpedos, y así lo hicieron".